# Lisa Ajax
Lisa Kristina Ajax (Järfälla, 13 agosto 1998) è una cantante svedese, nota per aver vinto la decima edizione di Swedish Idol nel 2014.

## Biografia
Nata in un sobborgo di Stoccolma, Lisa Ajax è entrata nel mondo dello spettacolo nel 2012, a 14 anni, con la sua partecipazione a Lilla Melodifestivalen, una competizione musicale per bambini volta alla selezione per il partecipante svedese a Melodi Grand Prix Nordic, con la canzone Allt som jag har.
Nel 2014 Lisa ha partecipato alla decima edizione di Swedish Idol. Senza mai finire a rischio eliminazione, è arrivata alla finale del 5 dicembre, dove ha battuto la concorrente Mollie Lindén con il 51% dei voti del pubblico a proprio favore. Subito dopo la sua vittoria è stato pubblicato il suo primo EP, Unbelievable, che ha raggiunto il secondo posto nella classifica degli album più venduti in Svezia. Il singolo omonimo estratto dall'album è stato certificato disco d'oro per aver venduto oltre 20.000 copie a livello nazionale.
Lisa Ajax ha partecipato a Melodifestivalen 2016, la selezione nazionale svedese per l'Eurovision Song Contest 2016, con il brano My Heart Wants Me Dead. Si è esibita nella terza semifinale del 20 febbraio a Norrköping, risultando la più votata della serata dal pubblico con 948.878 voti e garantendosi un posto nella finale del 12 marzo a Stoccolma. Qui, su dodici partecipanti, è risultata la settima più votata dalla giuria con 23 punti e la decima preferita dal pubblico con 33 punti, equivalenti a 876.209 singoli voti, il 6,9% del totale. Si è qualificata settima nella competizione. My Heart Wants Me Dead è stata un successo commerciale, raggiungendo il decimo posto in classifica e venendo certificata disco di platino per le oltre 40.000 copie vendute.

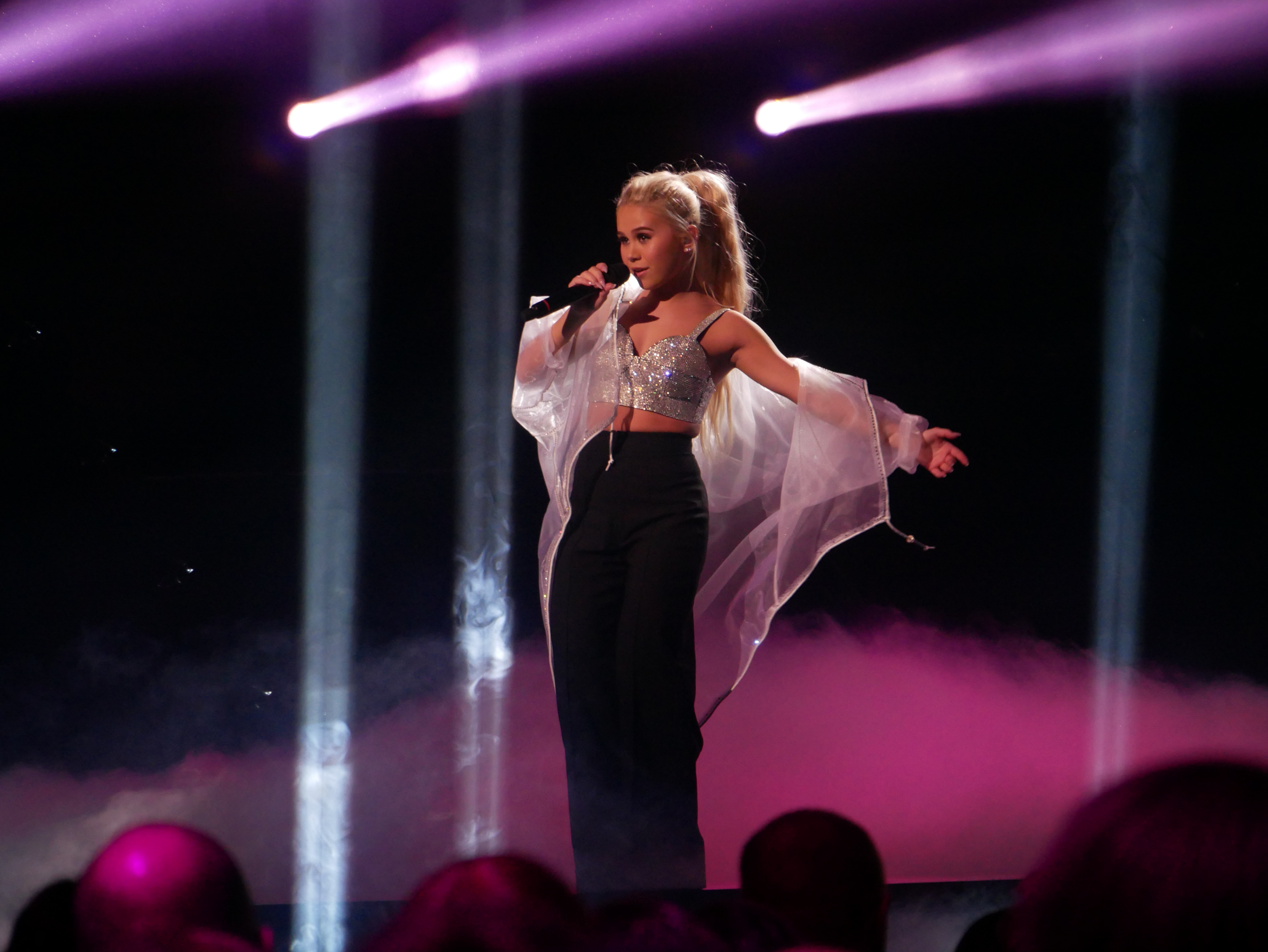
Lisa durante la sua esibizione di I Don't Give A a Melodifestivalen 2017

L'anno successivo Lisa si è presentata a Melodifestivalen 2017 con I Don't Give A. Ha cantato per la prima volta la sua canzone nella seconda semifinale dell'11 febbraio a Malmö, dove ha ottenuto 1.036.533 voti dal pubblico e si è piazzata terza. Pur non passando di diritto in finale, ha avuto la possibilità di ripresentare il suo brano insieme a tutti gli altri terzi e quarti qualificati dalle semifinali durante la serata Andra Chansen ("seconda possibilità") a Linköping il 4 marzo. Qui ha battuto Axel Schylström nel suo duello, ottenendo 932.362 voti (meno di 6.000 in più di quelli del concorrente) e venendo ripescata per la finale di Stoccolma della settimana successiva. I Don't Give A è arrivata quartultima con 16 voti dalle giurie internazionali (di cui 12 dalla Repubblica Ceca) e ultima nel voto del pubblico con 30 punti, equivalenti a 847.353 singoli televoti, il 6,2% del totale. Con un totale di 46 punti, si è piazzata nona su dodici partecipanti. I Don't Give A ha raggiunto il venticinquesimo posto in classifica e ha ottenuto un disco d'oro per le 20.000 copie vendute. Nello stesso anno è uscito il secondo EP della cantante, Collection.

## Discografia

### EP
- 2014 - Unbelievable
- 2017 - Collection

### Singoli
- 2014 - Love Run Free
- 2014 - Unbelievable
- 2015 - Blue Eyed Girl
- 2016 - My Heart Wants Me Dead
- 2016 - Give Me That
- 2016 - Love Me Wicked
- 2017 - I Don't Give A
- 2017 - Number One (con Atle Pettersen)
- 2018 - Think About You
- 2018 - Terribly Good Christmas
- 2019 - Torn